# Kraut-Mühle (Düsseldorf)
Die Kraut-Mühle am Westufer der südlichen Düssel im heutigen Düsseldorfer Stadtteil Unterbilk im Stadtbezirk 3 wurde seit dem Mittelalter bis 1867 betrieben. Anschließend siedelten sich auf dem Gelände Industriebetriebe an, heute befinden sich auf dem Grundstück zwischen Reichsstraße, Konkordiastraße und Kronprinzenstraße, auf dem die Düssel eine kurze Strecke oberirdisch fließt, keine Gebäudereste der Mühle mehr.

## Geschichte

### Die Bilker Mühlen im Mittelalter
In einer – möglicherweise im 12. Jahrhundert verunechteten – Urkunde König Konrads III. († 1152) für Äbtissin Hizeka werden schon für 1144 zwei Mühlen (duo molendina) im Dorf Bilk (in uilla Bilike) erwähnt, die beide dem Stift Vilich gehörten und wahrscheinlich vom Fronhof des Stiftes in Himmelgeist (Humilgis) verwaltet wurden. Die beiden Bilker Wassermühlen hießen später bis in die Neuzeit hinein Kraut-Mühle und Rompeltz- oder Rumbol-Mühle u. ä.
Die Besitzungen in Bilk wurden vom Stift Vilich schon im Mittelalter aufgegeben. Das Dorf wurde 1384 nach Düsseldorf eingemeindet. Im 15. Jahrhundert waren die Bilker Mühlen im Besitz der Herzöge von Jülich-Berg. Während die Rumpolds-Mühle 1451 von Herzog Gerhard und erneut 1489 von dessen Nachfolger Herzog Wilhelm der Stadt Düsseldorf in Erbpacht überlassen wurde, behielten sich die jülich-bergischen Herzöge außer der Schallings- oder Scheidlings-Mühle in der angrenzenden Gemarkung Stoffeln auch den Zugriff auf die zweite Bilker Wassermühle vor, die nicht vererbpachtet wurde. Sie lag „in der vurschreven burgerschaff up der oeverster bech; beneden Rompels moelen (= in der genannten Bürgerschaft auf dem ober(st)en Strand, unterhalb von Rompels Mühle)“ und war 1449 als Walk- und Ölmühle an Evert von Boichem (Bockum), einen Sohn von Ailff (Adolf) Groenewalt, und an Heinrich Werd verpachtet. Herzog Gerhard übergab sie an die Stadt Düsseldorf und stellte in Aussicht, dass nach seinem eventuellen kinderlosen Tod die Pacht auf Dauer erlassen werden würde. Evert von Boichem (Groenewald), Ailffs Sohn, war in diesem Jahr Bürgermeister von Düsseldorf. Aus dieser Walk- und Ölmühle ist später die Krautmühle geworden.

### Herzogliche Pulvermühle
Im 16. Jahrhundert stand „oberhalb Düsseldorf auf dem oberen Strand von der Düssel“ in unmittelbarer Nähe einer steinernen Düsselbrücke die fürstliche Pulvermühle, in der Salpeter, Schwefel und Holzkohle für die Herstellung von Schießpulver gemahlen wurden. Bei der Mühle befand sich eine Wohnung für den Wildschützen des Herzogs von Jülich-Kleve-Berg.
Aus einem unbekannten Grund war die Pulvermühle Ende des 16. Jahrhunderts abgegangen, und die Flur lag wüst. In einem undatierten Düsseldorfer Memorandum, das zwischen 1594 und 1596 entstanden sein dürfte, wird vorgeschlagen, „das … gemacht werdt ein … olichsmoelen, plistmoelen, volmoelen, kruitmoelen (= Ölmühle, Schleifmühle, Voll- oder Walkmühle, Krautmühle)“. „Krautmühle“ war die Bezeichnung für eine Pulvermühle. Seit dem Mittelalter wurde Schwarzpulver besonders im niederdeutschen Sprachraum auch als Krût (Kraut, Donnerkraut, Büchsenkraut, herbae tonitruales) bezeichnet, vgl. den Ausdruck „Kraut und Lot“ für „Pulver und Blei“.

### Neuerrichtung als Pulver- und Sägemühle
Herzog Wolfgang Wilhelm von Pfalz-Neuburg (1578–1653) übertrug 1637 seinem Artillerieverwalter und Mühlenmeister Arnolt Hückelhoven das Gelände der früheren Mühle, das ungefähr 60 Ruten umfasste, in Erbpacht mit der Erlaubnis, dort eine neue Pulvermühle und eine Sägemühle mit Gewerbe- oder Mühlenrädern (2 Gelaufen und Wasserrädern) anzulegen. Der Pächter übernahm die Verpflichtung, diese Mühle in guten Stand zu bringen und sie ohne fürstliche Erlaubnis nicht zu veräußern. Gegen einen „Kanon“ (Erbzins) von 2 Goldgulden durfte er jährlich 2000 Fuß Eichenholz frei schneiden und hatte gegen Empfang von 100 Pfund Salpeter 108 Pfund guten Musketen-Pulvers auf Probe zu liefern.
Die Wiedererrichtung der Pulvermühle erfolgte drei Jahre nach der Explosion von 300 Fässern Schießpulver im Pulverturm der Stadtmauer, die den nordwestlichen Teil der Stadt Düsseldorf am 10. August 1634 großflächig zerstört hatte. Krautmühle als Eigenname ist das erste Mal wahrscheinlich im Jahre 1640 in einem Prozess um das Erbe von Johann I. Hülshausen „an der Krautmühle“ bei der Residenzstadt Düsseldorf bezeugt.

### Umwandlung zu einer Pulver-, Öl- und Walkmühle
1645 gestattete Herzog Wolfgang Wilhelm dem Düsseldorfer Ratsverwandten Johann II. Hulßhausen, die Schneid- und Pulvermühle beim Dorf Bilk an der Steinbrücke an sich zu bringen und in eine Öl- und Walkmühle zu verwandeln. Weiterhin mussten 2 Goldgulden Pacht entrichtet werden. Die zur Schneidemühle gehörenden technischen Einrichtungen mussten abgeliefert und die Pulvermühle instand gehalten werden. Auf Anforderung waren auch weiterhin aus je 100 Pfund guten geläuterten Salpeters 108 Pfund guten Musketen-Pulvers fertigzustellen. Die Mühle erhielt ein „dreigeläufiges“ Mahlwerk.
Im 17. und 18. Jahrhundert wurde die Kraut-Mühle vor der Bergerpforte verschiedentlich urkundlich erwähnt, um bei Rechtsgeschäften bestimmte Grundstücke in ihrer Umgebung zu lokalisieren. Etwas nördlich der Mühle begann die Krautstraße, die 1871 in Reichsstraße umbenannt wurde.
Die Kraut-, Walk und Ölmühle vor der Bergerpforte zu Düsseldorf mit zugehörigem Garten und „Bongard“ (Baumgarten) wurde 1691 von Jungfer Christina Hülsshausen dem Düsseldorfer Kreuzbrüder-Konvent gegen die Zusicherung von Unterhalt und einem standesgemäßen Begräbnis in der Klosterkirche übertragen. Nach ihrem Tod gelangte die Kraut-Mühle dauerhaft in das Eigentum bzw. die Erbpacht des Kreuzbrüder-Konventes. Zu der Mühle gehörten auch verschiedene kleinere Ländereien in ihrer Umgebung. An die jülich-bergische Oberkellerei mussten aus der Krautmühle bestimmte Abgaben (wie die Mahlsteuer) und Dienste geleistet werden. 1692 erhielten Prior Johann Holthausen – möglicherweise ein naher Verwandter der Christina Hülsshausen – und der Kreuzbrüder-Konvent zu Düsseldorf ein Darlehen von den Eheleuten Willrath und Clara Urbans, das unter anderem für den Ausbau der sogenannten Krautmühle bestimmt war.
Bei einer Erweiterung der südlichen Stadtbefestigung unter den Kurfürsten Jan Wellem und Karl III. Philipp von der Pfalz Anfang des 18. Jahrhunderts wurden einige Grundstücke eingezogen, die zur Kraut-Mühle gehört hatten. Mitte des 18. Jahrhunderts war die Kraut-Mühle an den Geheimen Rat Schulteis (genannt Quiex) verpachtet bzw. unterverpachtet, und die Kreuzbrüder führten gegen seine Erben einen Prozess um die Pachtzahlungen.
1793 verkaufte die Kreuzherren-Kanonie Düsseldorf die vor dem Berger Tor gelegene Krautmühle mit Hof, Scheuer und Stallungen, Baumgarten, Garten und ca. „drittehalb (= 2½) Morgen Land“ samt der darauf haftenden Wassergerechtigkeit und allen Lasten (wie z. B. 2 Malter Futterhafer) für 3300 Reichstaler an Godfried Bensberg.

### Nach der Auflösung des kurpfälzischen Herzogtums Jülich-Berg
1801 wurden – nach einer Bedingung des Friedens von Lunéville – die Düsseldorfer Festungswerke von den Franzosen geschleift, so dass das Gebiet der Krautmühle stärker in den Einzugsbereich der Stadt geriet und bald der Düsseldorfer Neustadt zugerechnet wurde. 1802 wurde der Mühlenzwang aufgehoben, allerdings ist die Krautmühle wohl nie eine Bannmühle gewesen.
Zu Beginn des 19. Jahrhunderts war die Krautmühle in Erbpacht vergeben. Sie wurde jetzt als Getreidemühle genutzt.
Elisabeth, geb. Kamberger, Witwe von Johann Bender, und Anton Buscher aus Düsseldorf lösten in den 1830er Jahren die auf der Mühle haftenden Lasten ab und erwarben das Eigentum an ihr. 1832 gab es am Wohnplatz Krautmühle die Mühle, 1 Wohnhaus und 2 landwirtschaftliche Gebäude, und es lebten dort 10 Personen. 1839 wurde das Anwesen von Anton Buscher und der Familie Bender zwecks Aufhebung der Erbengemeinschaft versteigert. Gleichzeitig mit der Krautmühle wurden separat eine angrenzende 2 Morgen 70 Fuß (= ca. 5100 m2) große Bleiche sowie die Windmühle am Rheinufer und das unmittelbar daneben liegende Haus Ross-Mühle der Familie Bender in der Neustadt versteigert.
Zur Ausstattung der Kraut-Mühle gehörten Mitte des 19. Jahrhunderts das Wasserbett der Düssel, eine Schleuse, ein Teich als Reservoir und ein Abzugskanal (der Kraut-Mühlen-Graben) sowie ein angebauter „Schoppen“ und daran angrenzend ein 58 Ruten 90 Fuß (= ca. 830 m2) großer Hof und Garten. Das Areal der Kraut-Mühle, dessen Wert auf 5322 Taler, 25 Silbergroschen und 2 Pfennige geschätzt wurde, betrug 1839 insgesamt 165 Ruten 20 Fuß (= ca. 2350 m2). Der Zugang erfolgte von Norden durch einen Weg von der Krautstraße (Reichsstraße) her über ein der Familie Henoumont gehörendes Grundstück.
In den 1850er Jahren war die Krautmühle, die zusammen mit der Bleiche verkauft worden war, wieder kurzzeitig in staatlichem Besitz, dann gehörte sie dem Geometer und Bauunternehmer Johann Joseph Graß, einem Schwiegersohn des Stadtbaumeisters Adolph von Vagedes. Die dreigängige Kraut-Mühle mit Malzquetsche war an die Müller Wilhelm Hösen und Hubert Esser in Bilk verpachtet. 1867 erwirkten die Gläubiger des in Konkurs geratenen Graß eine weitere Versteigerung der Mühle. Das Gesamtareal, auf dem jetzt auch ein Wohnhaus mit Stall und Schuppen stand, das an den Kaufmann Julius Schlerath vermietet war, hatte unverändert einen Umfang von 2 Morgen 165 Ruten und 90 Fuß (= ca. 7450 m2).

### Städtischer Badeplatz

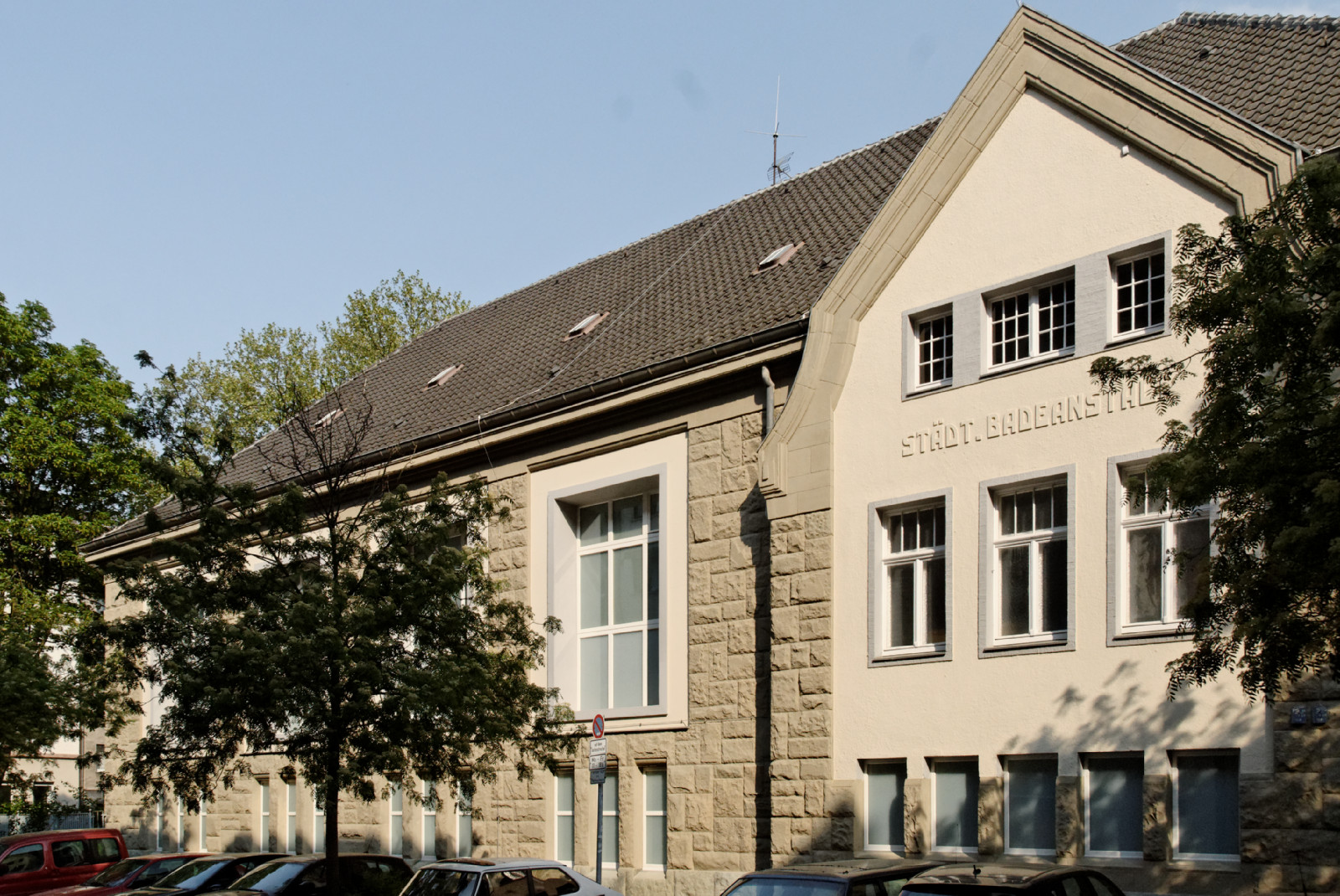
Ehemalige Städtische Badeanstalt, Konkordiastraße 90

Im Kraut-Mühlen-Graben – ungefähr im Verlauf der heutigen Konkordiastraße im Bereich der Gemeinschaftsgrundschule Konkordiastraße – wurde Anfang des 19. Jahrhunderts ein Badeplatz für die Schuljugend eingerichtet. 1816 wurde eine Badeordnung für diesen Platz erlassen. Wolfgang Müller von Königswinter schildert eine Jugendbegegnung mit Alfred Rethel (nach dem die Rethelstraße benannt wurde), die um 1830 an diesem Badeplatz an der Krautmühle stattfand. Die Einrichtung wurde Mitte des Jahrhunderts als städtische Bade- und Schwimmanstalt auf ein Grundstück auf dem Steinacker (heute südlich der Düsselstraße zwischen Konkordiastraße und Friedenstraße) verlegt, das dem städtischen Schulfonds gehörte. 1907 wurde dort in der Konkordiastraße die Städtische Badeanstalt nebst Turnhalle für die Volksschule an der Friedenstraße unter dem Stadtbaurat Johannes Radke errichtet, heute dem Gebäudekomplex des Leo-Statz-Berufskollegs zugehörig.

### Lohgerberei der Fa. deHesselle
Der Gerbereibesitzer Franz de Hesselle aus Langerwehe erwarb das Anwesen 1867 als Meistbietender und richtete dort um 1868 eine Lohgerberei ein. De Hesselle ließ 1887 den „Umbach“ (Mühlgraben) zuschütten und durch einen gemauerten Umlaufkanal ersetzen. Die Abwässer der Gerberei wurden in den sogenannten Lohpohl (heute Kaiserteich) geleitet. Die Krautmühle wurde in dieser Zeit als Lohmühle genutzt.
1887 erwarb die Stadt Düsseldorf die Kraut-Mühle für 29.388 ℳ und im folgenden Jahr auch das de Hesselle’sche Grundstück an der Konkordiastraße für 53.030 ℳ. Anschließend wurde die Liegenschaft für 450 ℳ jährlich an den Lederfabrikanten de Hesselle zurück vermietet.

### Papiermaschinenfabrik Jagenberg
1893/94 wurde das Gelände von dem Papiermaschinen-Fabrikanten Ferdinand Emil Jagenberg (1817–1905) gepachtet. Am Tag des Umzugs seiner Firma an den neuen Standort ging die Geschäftsführung 1895 auf seine Söhne Emil (1866–1931) und Max Jagenberg (1867–1931) über. Die Jagenberg oHG produzierte an der Kraut-Mühle, bis 1906 in der Himmelgeister Straße in Düsseldorf-Bilk die neue Jagenberg-Fabrik bezogen werden konnte. Die Werke hatten zu dieser Zeit zusammen mit den Zweigniederlassungen ca. 500 Beschäftigte.
1907 wurde die Krautmühle von der Stadt Düsseldorf verkauft.

## Wasserburg Bilk

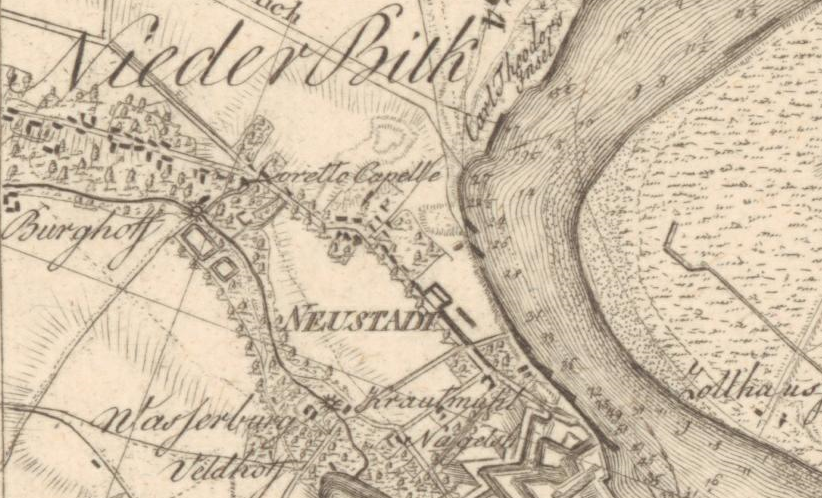
Wasserburg und Kraut-Mühle in Niederbilk vor der Düsseldorfer Stadtbefestigung (S ↔ N); Kartenausschnitt von Carl Friedrich von Wiebeking, 1796

Die Wasserburg Bilk war eine mittelalterliche Befestigungsanlage, später ein Hofgut am Ostufer der Düssel in unmittelbarer Nähe der Kraut-Mühle. Sie lag an der heutigen Kronprinzenstraße (früher: Lohestraße in Verlängerung der Wasserstraße). Vielleicht führte auch die heutige Florastraße, die ursprünglich Burgstraße hieß, aus der Stadt zur Burg.
Bei der „Wasserburg“ handelte es sich wohl um eine Motte, die als Niederungsburg schon im Mittelalter aufgegeben wurde. Der Wirtschaftshof blieb aber lange erhalten.
1792 wurde das vor dem Berger Tor in der Nähe der Düsseldorfer Neustadt gelegene Gut Wasserburg mit den darauf befindlichen Gebäuden, Gärten, Baumgärten und einer „fort großen Bleiche“ von den Erben der Postmeisterin Catharina Helena Maurenbrecher, geb. Bernsau (1710–1792), Witwe von Postmeister Johann Heinrich Maurenbrecher (1691–1753), versteigert. 1798 und 1800 wurde das Gut wieder zum Verkauf angeboten; es bestand aus einem herrschaftlichen Haus, einem Gärtnerhaus und etwa 6 Morgen (= ca. 1,9 ha) Grund.
1801 betrieb die Tuchbleicherin Witwe Rosellen „auf der Wasserbourg an der Krautmühle“ eine Wasserbleiche. 1832 lebten an der Wasserburg im Gärtnerhaus, zu dem noch zwei landwirtschaftliche Gebäude gehörten, 10 Personen; das herrschaftliche Haus war inzwischen offenbar abgegangen oder umgebaut worden.